# 华海生物
芜湖华海生物科技股份有限公司（新三板：870596，简称：华海生物，英文简称：英語：），是一家在中国新三板挂牌上市公司，公司总部位于安徽省芜湖市，主营业务包括尿囊素及其衍生物、对羟基苯甲酸酯及其钠盐、维生素E和其他日化复配产品的生产、加工及销售。
公司成立于2005年7月12日，前身为芜湖华海生物工程有限公司。2016年8月9日，公司整体变更为芜湖华海生物科技股份有限公司。2017年1月24日，在全国中小企业股份转让系统挂牌上市，主办券商为中国银河。
2018年，公司实现营业收入2957.55万元人民币，同比增长4.14%；实现净利润99.74万元人民币，同比下降41.34%。